# Turtă dulce
Turta dulce este un produs de cofetărie ce poate lua formă de prăjitură sau de fursec. Ingredientele specifice sunt ghimbirul și zahărul pur.